# Bukspolsnäcka
Bukspolsnäcka (Macrogastra ventricosa) är en snäckart som först beskrevs av Draparnaud 1801.  Bukspolsnäcka ingår i släktet Macrogastra, och familjen spolsnäckor. Enligt den finländska rödlistan är arten sårbar i Finland. Enligt den svenska rödlistan är arten nära hotad i Sverige. Arten förekommer i Götaland. Artens livsmiljö är fuktiga lundar.